# Snowornis
Snowornis – rodzaj ptaków z podrodziny bławatników (Cotinginae) w rodzinie bławatnikowatych (Cotingidae).

## Zasięg występowania
Rodzaj obejmuje gatunki występujące w Ameryce Południowej.

## Morfologia
Długość ciała 23,5–25 cm; masa ciała 81,8–86,3 g.

## Systematyka

### Etymologia
Snowornis: David William Snow (1924–2009), angielski ornitolog i ekolog; gr. ορνις ornis, ορνιθος ornithos „ptak”.

### Podział systematyczny
Do rodzaju należą następujące gatunki:
- Snowornis subalaris (P.L. Sclater, 1861) – andobławatnik szarosterny
- Snowornis cryptolophus (P.L. Sclater & Salvin, 1877) – andobławatnik oliwkowy